# Essa
|  | Aquest article tracta sobre el municipi francès. Si cerqueu la lletra de l'alfabet, vegeu «s». |

Essa (occità) o Esse (francès) és un municipi francès al departament de la Charanta (regió de Nova Aquitània). L'any 2007 tenia 503 habitants.

## Demografia

### Població
El 2007 la població de fet d'Esse era de 503 persones. Hi havia 232 famílies de les quals 75 eren unipersonals (29 homes vivint sols i 46 dones vivint soles), 87 parelles sense fills, 62 parelles amb fills i 8 famílies monoparentals amb fills.
La població ha evolucionat segons el següent gràfic:

### Habitatges
El 2007 hi havia 286 habitatges, 238 eren l'habitatge principal de la família, 24 eren segones residències i 24 estaven desocupats. 274 eren cases i 4 eren apartaments. Dels 238 habitatges principals, 181 estaven ocupats pels seus propietaris, 54 estaven llogats i ocupats pels llogaters i 3 estaven cedits a títol gratuït; 5 tenien una cambra, 11 en tenien dues, 48 en tenien tres, 99 en tenien quatre i 75 en tenien cinc o més. 176 habitatges disposaven pel capbaix d'una plaça de pàrquing. A 112 habitatges hi havia un automòbil i a 106 n'hi havia dos o més.

### Piràmide de població
La piràmide de població per edats i sexe el 2009 era:
| Homes | Edats   | Dones |
| ----- | ------- | ----- |
| 0     | 95 o +  | 4     |
| 0     | 90 a 94 | 0     |
| 0     | 85 a 89 | 0     |
| 20    | 80 a 84 | 12    |
| 0     | 75 a 79 | 16    |
| 8     | 70 a 74 | 8     |
| 4     | 65 a 69 | 24    |
| 24    | 60 a 64 | 0     |
| 12    | 55 a 59 | 20    |
| 40    | 50 a 54 | 20    |
| 8     | 45 a 49 | 16    |
| 20    | 40 a 44 | 8     |
| 16    | 35 a 39 | 12    |
| 8     | 30 a 34 | 24    |
| 16    | 25 a 29 | 20    |
| 8     | 20 a 24 | 8     |
| 8     | 15 a 19 | 4     |
| 8     | 10 a 14 | 28    |
| 28    | 5 a 9   | 8     |
| 20    | 0 a 4   | 4     |

## Economia
El 2007 la població en edat de treballar era de 321 persones, 221 eren actives i 100 eren inactives. De les 221 persones actives 200 estaven ocupades (100 homes i 100 dones) i 21 estaven aturades (9 homes i 12 dones). De les 100 persones inactives 48 estaven jubilades, 18 estaven estudiant i 34 estaven classificades com a «altres inactius».

### Ingressos
El 2009 a Esse hi havia 223 unitats fiscals que integraven 488 persones, la mediana anual d'ingressos fiscals per persona era de 16.166 €.

### Activitats econòmiques
Dels 8 establiments que hi havia el 2007, 1 era d'una empresa de fabricació d'altres productes industrials, 1 d'una empresa de construcció, 3 d'empreses de comerç i reparació d'automòbils, 2 d'empreses d'hostatgeria i restauració i 1 d'una empresa classificada com a «altres activitats de serveis».
Dels 3 establiments de servei als particulars que hi havia el 2009, 1 era una fusteria, 1 perruqueria i 1 restaurant.
L'any 2000 a Esse hi havia 28 explotacions agrícoles que ocupaven un total de 1.200 hectàrees.

## Equipaments sanitaris i escolars
El 2009 hi havia una escola elemental.

## Poblacions properes
El següent diagrama mostra les poblacions més properes.